# 新山中央商务区
新山中央商务区（英語：Johor Bahru Central Business District），亦称依布拉欣国际商务区（英語：Ibrahim International Business District），是马来西亚柔佛州首府新山的规划中中央商务区，也将是南马的经济核心区。这里将拥有许多国内外公司的进驻，当中包括国际银行，此项计划由苏丹依布拉欣主催。

## 计划
将新山打造成一座集商务、绿化、文化遗产及生活圈于一体的新兴城市，以此吸引本外地投资者参与发展之外，也希望藉由文化遗产区和绿化城市的噱头，推动旅游等发展。

## 发展范围
坐落在柔佛南部经济区和新山中环区，是进入马来西亚的南方门户，换言之，它涵盖了现有新山市中心的商圈和文化遗产区等，而整个转型计划的范围达250英亩。发展集中在新山亚逸摩烈路段（Jalan Ayer Molek）、敦阿都拉萨路段（Jalan Tun Abdul Razak）、新山依布拉欣路段（Jalan Ibrahim）至新山敦斯理拉南（Persiaran Tun Sri Lanang）的范围。

### 发展计划 1：商务区
依布拉欣国际商业区锁定新山市区的中心策略性位置，其概念是把上述区域打造成一个能够刺激本地经济活动，吸引国內外投资者入驻的商业特区，所涵盖的商范围包括零售业、酒店业、服务式公寓以及办公楼等。
IIBD的初步计划，即是划分51%的商圈、24%的公共场所、14%的办公场所、9%住宅区及2%的停车空间。

### 发展计划 2：文化遗产区
16项具标志性的古老建筑或活动被列为文化遗产保护项目。，其中包括新山高等法庭、新山邮政局、新山华人历史文物馆、红屋、新山中央警署、新山翁固本街的斯里拉惹马里安曼（Sri Raja Mariamman）兴都庙、柔佛古庙、印度穆斯林清真寺、锡克庙（Gurdwara Sahib）、新山监狱、马来西亚中央银行、苏丹依布拉欣大楼、新山旧火车站、基督教长老会圣光堂，以及亚依摩立国小和新山市区跳蚤市场。此外，受推崇的还有4座历史性的山丘，即皇家山（Bukit Timbalan，即旧州政府大厦所在地）、警察山（Bukit Polis）、咖啡山（Bukit Kopi）和斯里拉浪山（Bukit Seri Lalang）。市区内的246栋战前店屋也会获得保留，以反映新山丰富历史的一面。

### 发展计划 3：绿化能源
未来的依布拉欣国际商务区也会注重环保，以提倡健康城市的理念。为了达到这个目标，当前商务区的绿地届时将增加6倍，即从10英亩（占地4%）增加到42英亩（24%），而预计将栽种的树木多达1万2000棵，以达到“减碳”目的。未来的新山也会出现美化市容的屋顶花园、公园和绿化走廊。其中，占地约20英亩的皇家山将是IIBD的“绿肺”，除了设有地面的绿色空间，也将有高空屋顶花园，让人漫步其中享受城市天空下的一片绿。

### 发展计划 4：网络连接
提供四通八达的交通设施，以应付未来涌入的居民、投资者及游客的需求。IIBD区内将有相互贯通的街道网络，以疏导及缓和交通阻塞，其中就包括了星罗棋布的高架公路、双层立交桥、人行连接天桥、公共捷运系统、铁路系统等。为了应付区内的停车需求，未来的新山将建设预计有1万个停车位的“集中式停车场”（centralised carparks），民众将车子停放后，只需步行约250米，即可前往周边的商圈、办公地点等，十分方便。

### 发展计划 5：扩大步行街推广旅游业
在IIBD的计划下，部份区域往后将被划定成悠闲渡步的“步行街”，涵盖的范围包括跳蚤市场、部份直律街等，此外，区内也将设有4.5公里长的有盖步道等，让这座城市更适宜步行观光。

### 首个发展项目：加冕广场
涵盖医药大楼、三栋服务式公寓、一栋商业办公楼及酒店，为新山转型计划注入强心针。设有现代化医药大楼，计划在2019年投入运作。除了柔佛医药保健將在当中外，也希望吸引来新加坡、印尼、中国、日本及韩国等国家的医疗机构进驻。

## 主要设施
交通
- 南部综合关卡
  - 苏丹依斯干达边检站（新山关卡）
  - 新山中央车站
  - 新柔长堤
- 拉庆中央车站（巴士总站）

商场
- 金海湾城市广场（Danga City Mall）

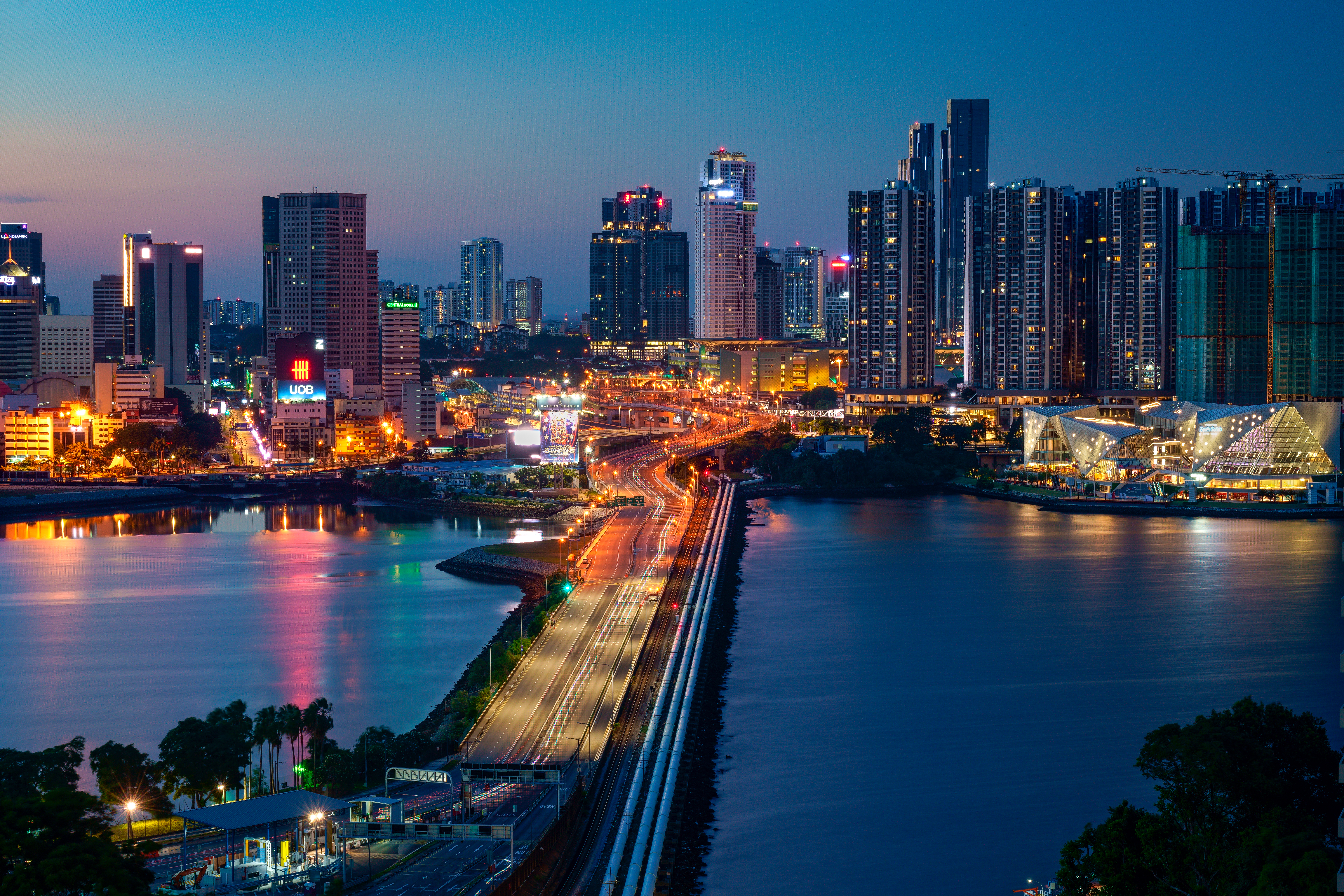
从兀兰望去的依布拉欣国际商务区夜景

- 新山城中坊（Johor Bahru City Centre）
- 新山城中城（Komtar JBCC）

景点
- 柔佛大皇宫（Istana Besar）
- 黄亚福街
- 柔佛古庙
- 新山旧火车站